# Efekt Bilbao

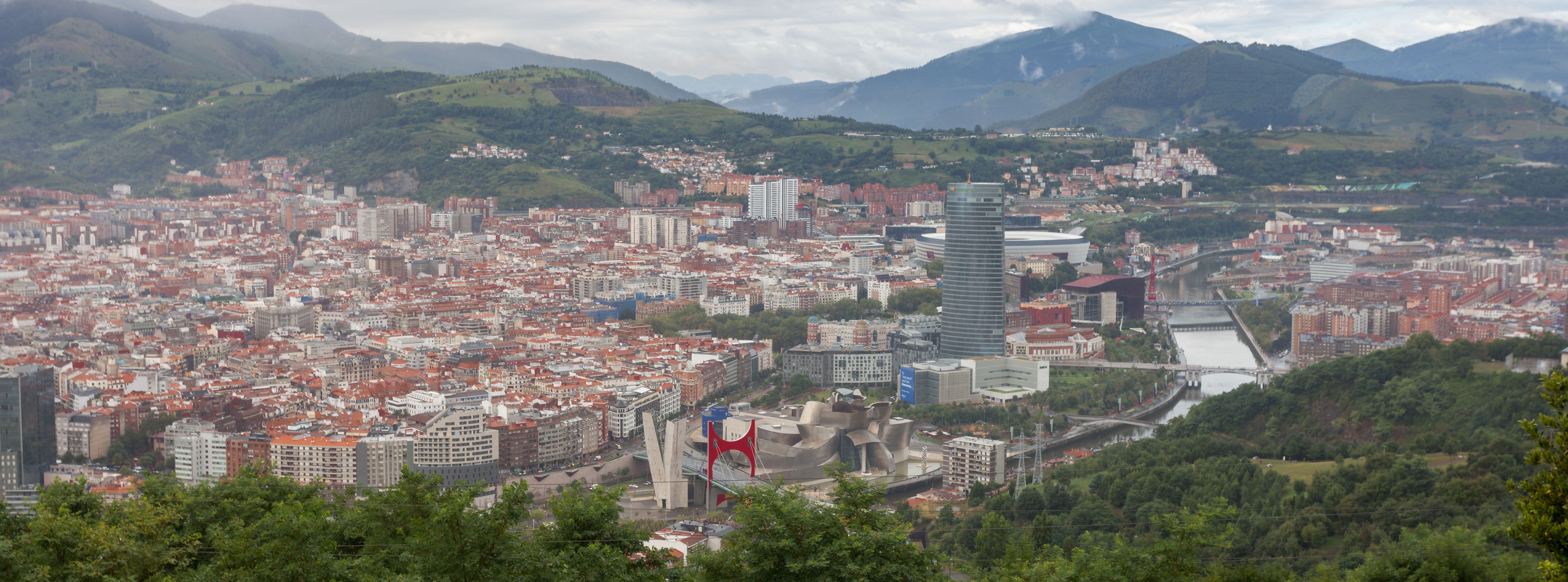
Widok ogólny miasta po rewitalizacji

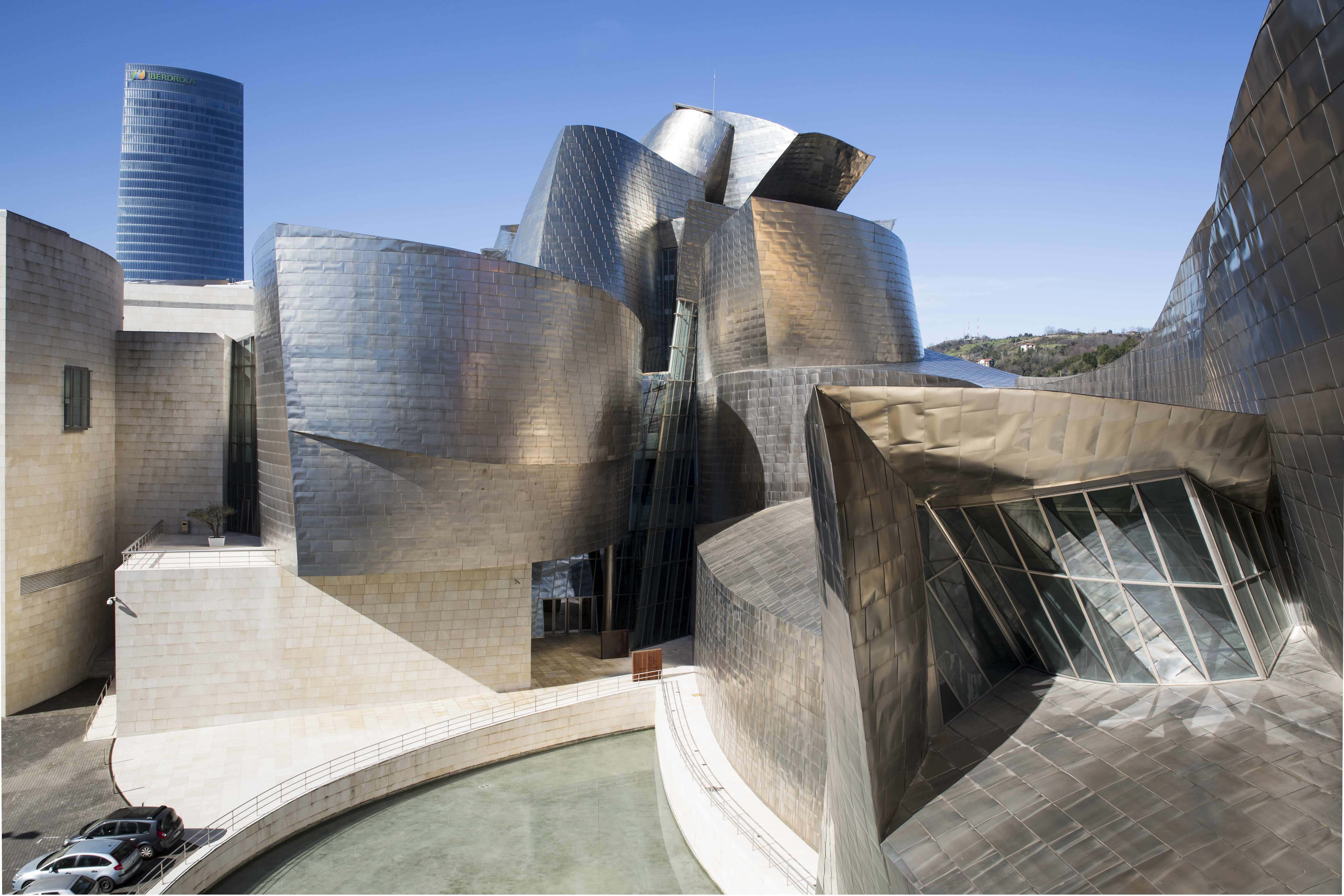
Muzeum Guggenheima

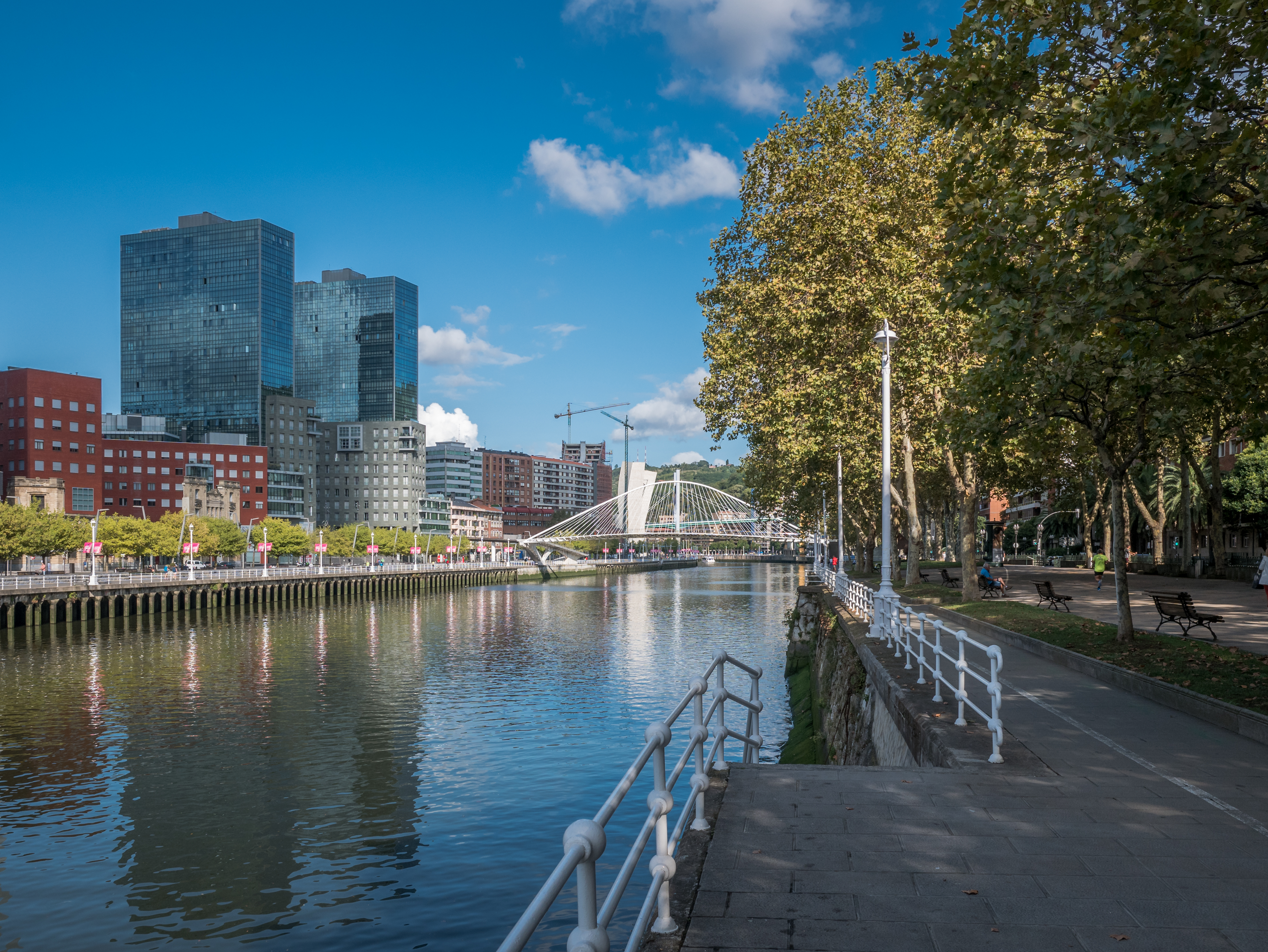
Bulwary nadrzeczne

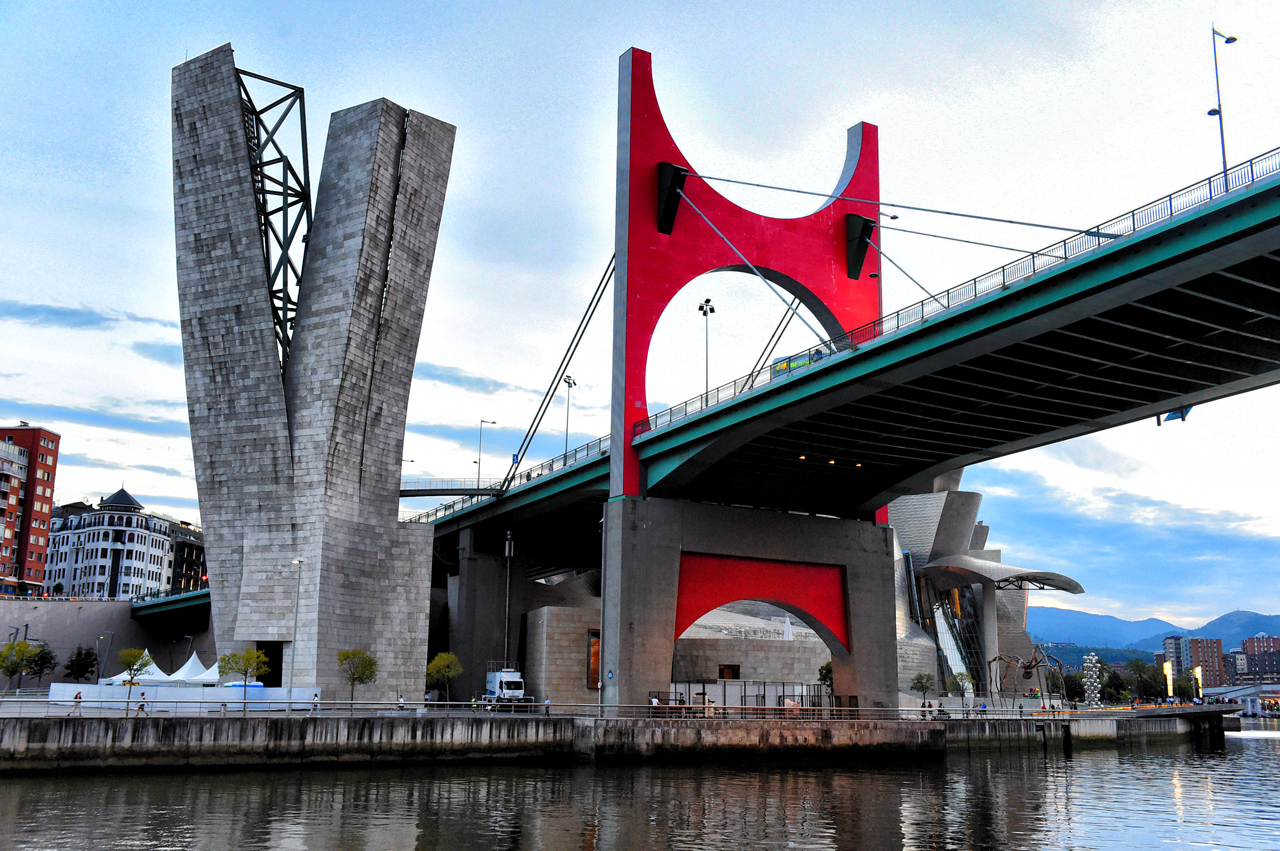
Most Punte la Salve

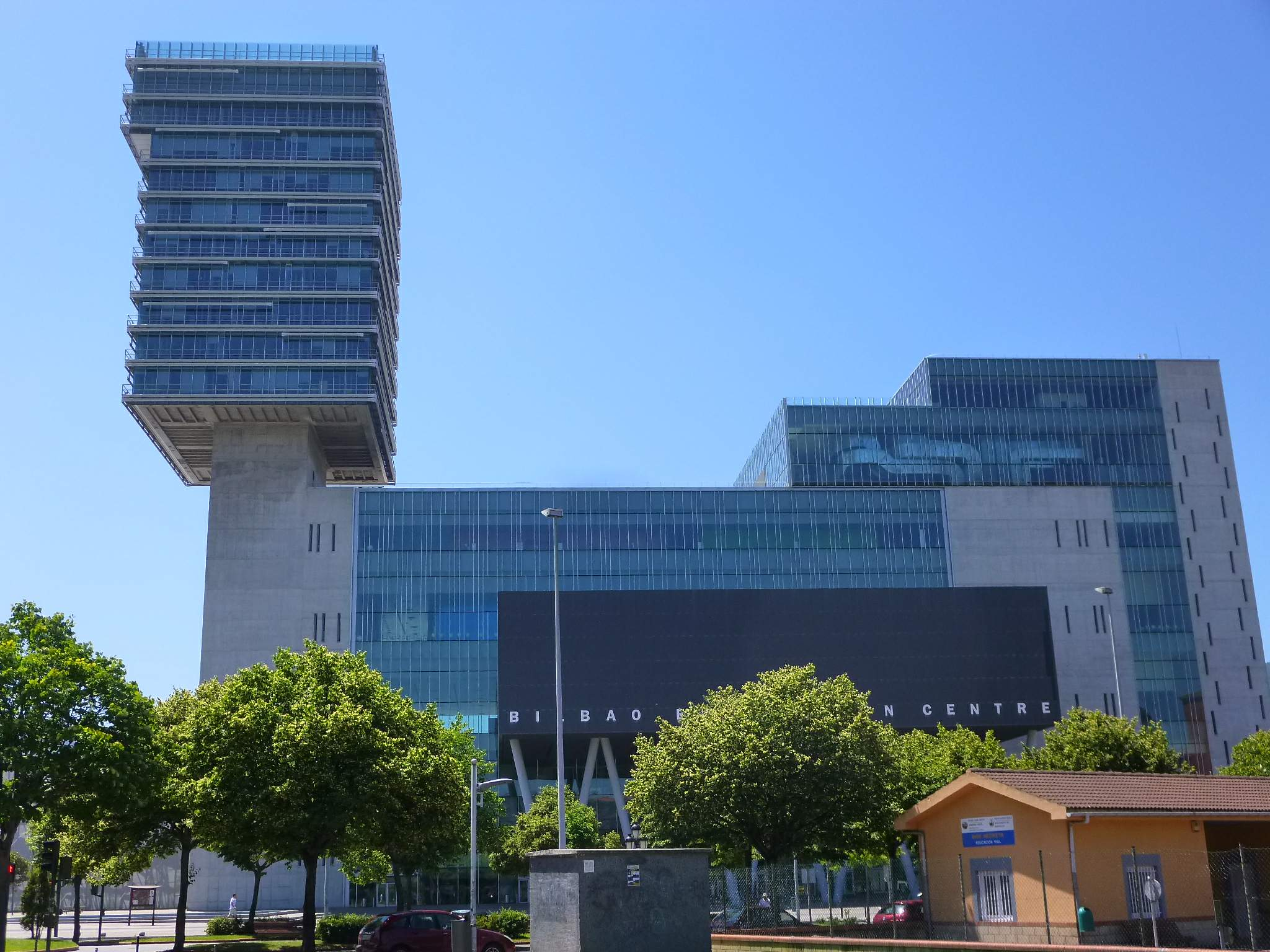
Bilbao Exhibition Center

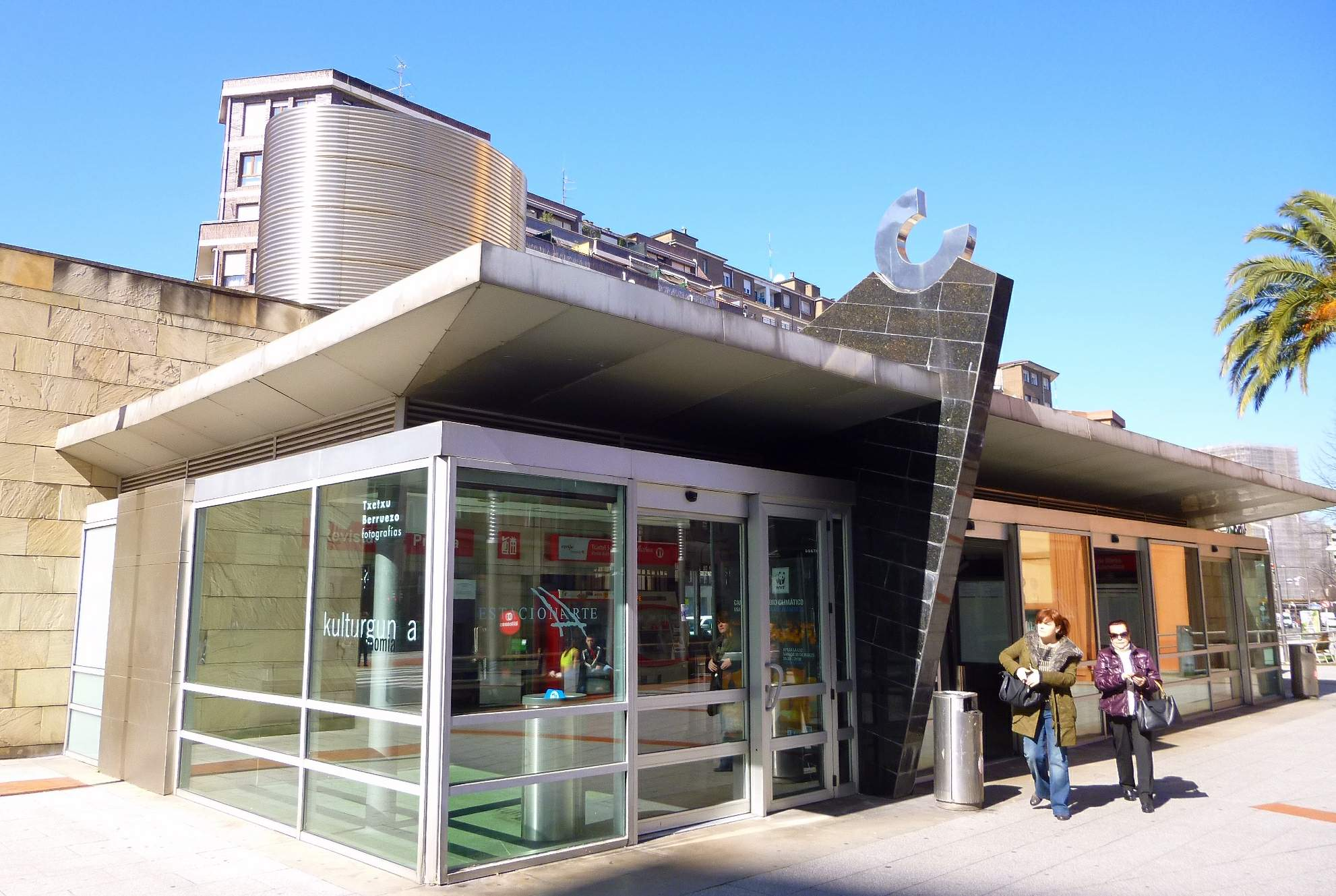
Estación de Autonomía (stacja kolei podmiejskiej)

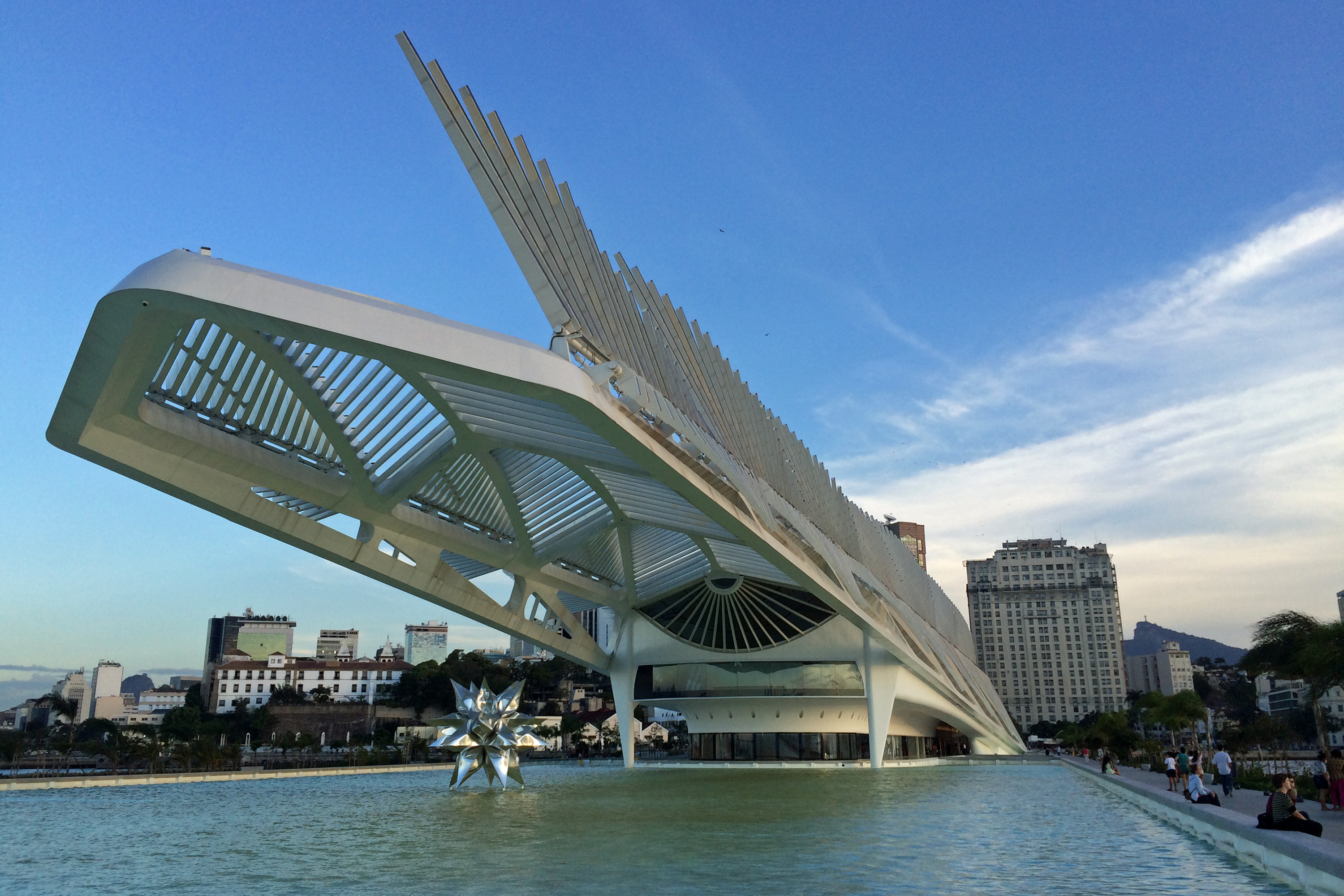
Naśladownictwo: Museu do Amanhã, Porto Maravilha, Rio de Janeiro

Efekt Bilbao – fenomen społeczno-ekonomiczno-kulturowy, termin oznaczający dynamiczny rozwój miejscowości, będący efektem jej rewitalizacji w oparciu o jeden znaczący obiekt; sukces marketingowy miasta powstały w drodze budowy architektonicznych ikon. Pojęcie pochodzi od udanego procesu rewitalizacji baskijskiego miasta Bilbao (Hiszpania), którego istotnym elementem była budowa Muzeum Guggenheima. Proces ten był w późniejszych latach z różnymi efektami kopiowany przez inne miasta na świecie. 

## Geneza
W XIX i początku XX wieku Bilbao było dynamicznie rozwijającym się ośrodkiem przemysłowym i znaczącym portem morskim. Z czasem, w XX wieku, pozycja ta zaczęła słabnąć, a miasto stopniowo podupadało. Proces ten nasilił się zwłaszcza 70. XX wieku, w związku ze światowym kryzysem naftowym. Bilbao stało się aglomeracją z dużymi problemami społecznymi, dodatkowo medialnie kojarzoną z baskijskimi organizacjami terrorystycznymi (ETA). Mało konkurencyjny przemysł stał się obciążeniem, zakłady były masowo zamykane – rozwinął się proces deindustrializacji, przy jednoczesnym braku alternatyw gospodarczych. W latach 1975–1985 zatrudnienie w lokalnym przemyśle spadło o 24% (prawie 95 000 etatów). Ucierpiał zwłaszcza przemysł hutniczy, metalowy i stoczniowy. Miasto w latach 80. XX wieku stało się archetypem upadku postindustrialnego, dodatkowo pozostając w permanentnym konflikcie z władzami centralnymi w Madrycie i stając się przytułkiem dla terrorystów. 

## Rewitalizacja
Pierwsze inicjatywy rewitalizacyjne pojawiły się w końcu lat 80. XX wieku. W maju 1989 przedstawiono Plan Zagospodarowania Przestrzeni Miejskiej (hiszp. Plan General de Ordenación Urbana – PGOU), który zakładał powrót do dawnej znaczącej pozycji miasta, jednak w drodze stworzenia z niego ośrodka finansowo-usługowego. Wyróżniono w nim cztery główne obszary rewitalizacji, w tym nadbrzeżną dzielnicę dawnych doków i magazynów – Abandoibarrę, położoną centralnie w stosunku do innych części miasta. W 1989 rząd baskijski, Deputacja Vizcal i Rada Miejska Bilbao zainicjowały działania mające na celu sformułowanie Planu Strategicznego Rewitalizacji Metropolitalnego Obszaru Bilbao (hiszp. Plan Estratégico para la Revitalización del Bilbao Metropolitano). Warunkami wyjściowymi rewitalizacji miasta były: jego odmienność w skali kraju, trudne relacje z władzami federalnymi, terroryzm, bieda, bezrobocie oraz znaczący komponent industrialny. 
Już na wstępnym etapie prac planowano, jako główne czynniki rozwoju, rozbudowę sieci komunikacyjnych, portu i lotniska, budowę nowych osiedli mieszkaniowych, jak również wzniesienie emblematycznych, rozpoznawalnych budowli, które, ocieplając wizerunek miasta, stałyby się jednocześnie symbolami jego nowego charakteru, jako ośrodka kulturalnego i finansowego, przyjaznego społecznie. 
Do realizacji planów powołano organizacje działające w ramach partnerstwa publiczno-prywatnego, z których dwie były kluczowe: Bilbao Metropoli 30 powstała w 1991 i Bilbao Ría 2000 z wyłącznym udziałem instytucji publicznych. Ta druga miała za zadanie poddać rewitalizacji szczególnie zdewastowane obszary miasta z dzielnicą Abandoibarra na czele. Celem było stworzenie tu obszaru możliwości i wizytówki miasta. W 2000, we współpracy z trzystoma lokalnymi liderami, opracowano uaktualnienie strategii z 1989 pod hasłem Bilbao jako miasto globalne. Działaniom przyświecało osiem priorytetów: inwestowanie w kapitał ludzki, zmiana modelu miasta na wielofunkcyjny (w tym usług wysokiego rzędu), poprawa jakości infrastruktury transportowej (metro, lotnisko, port, integracja), rekultywacja i ochrona środowiska (m.in. przywrócenie społecznościom rzeki Neviron), odnowa substancji urbanistycznej, wzmocnienie funkcji kulturalnej jako stymulatora rozwoju, partnerskie zarządzanie miastem oraz poprawa szeroko rozumianej jakości życia.
Na nowy symbol (ikonę) miasta wybrano Muzeum Guggenheima, którego budowę powierzono Frankowi O. Gehry’emu. Obiekt miał być nieszablonowy i spektakularny. Gehry zaproponował budynek o innowacyjnej i nowatorskiej formie, pełen autonomicznych brył i krzywizn. Po raz pierwszy wykorzystano w tej realizacji program komputerowy Catia, wcześniej użytkowany do modelowania kadłubów w lotnictwie. Po wybudowaniu muzeum (otwarcie w 1997) od razu stało się sławne i zaczęło być rzeczywistym symbolem metropolii – także w kontekście dominacji nowych usług nad starym przemysłem. 

## Efekty
Mimo sukcesu, nie wszyscy mieszkańcy Bilbao przyjęli projekt z radością i zrozumieniem. Pogrążone w kryzysie miasto nie mogło, w ich mniemaniu, pozwalać sobie na tak kosztowny eksperyment, a środki (133 miliony euro) można było przeznaczyć na inne cele, np. pomoc bezrobotnym. Jednak już w pierwszym roku po otwarciu placówki Bilbao zarobiło o 148 milionów euro więcej niż w roku poprzednim. Koszt budowy zwrócił się więc w okresie dwunastu miesięcy, a w latach następnych dochody miasta stale rosły, przede wszystkim dzięki inwestycjom w branży turystycznej, hotelarskiej, gastronomicznej i biznesowej. Wpływ na to miała też budowa drugiej postindustrialnej ikony miasta – centrum konferencyjno-kongresowego projektu F. Soriana Peláeza i D. Palariosa (71 milionów euro). Zbudowany w byłych dokach obiekt nawiązuje swą formą do statku w suchym doku. Jest siedzibą Orkiestry Symfonicznej Bilbao. 
Budowa ikon architektonicznych i rewitalizacja miasta przyniosły w przypadku Bilbao duży sukces finansowy i społeczny. Miasto stało się znane na świecie. Rozwinęły się nowe gałęzie gospodarki, spadło bezrobocie (same restauracje zatrudniły 4000 osób), a miasto zaczęło być postrzegane jako nowoczesne, przyjazne i atrakcyjne turystycznie. Przywrócono miastu rzekę, zaaranżowano nowe parki, dawne nabrzeża zamieniono w bulwary. Jako mankamenty całego procesu rewitalizacyjnego wskazuje się arbitralność podejmowania decyzji i brak współudziału mieszkańców w tym procesie. Prace były kontynuowane w kolejnych latach, w oparciu o trzy komponenty: ciągłość, spójność i konsensus społeczny.
W latach 90. XX i w początku XXI wieku inne miasta próbowały powtórzyć sukces Bilbao. Należały do nich m.in. Sheffield (z National Centre for Popular Music), Abu Zabi (z Saadiyat Island), czy Hongkong (z West Kowloon Cultural District). Nie zawsze pomysły te przynosiły pożądane efekty, zwłaszcza, gdy nie szły w parze z kompleksowymi działaniami rewitalizacyjnymi w skali ogólnomiejskiej.
Z drugiej strony obserwacja efektu Bilbao przez inne miasta, instytucje i media oraz zdiagnozowanie wymiernych rezultatów sukcesu rewitalizacji przyczyniła się w znaczący sposób do poprawy wizerunku instytucji kultury jako takich i przełamało stereotypowe postrzeganie ich działalności, jako obszaru nieproduktywnego, bez wpływu na PKB.